# 錫爾弗城 (喬治亞州)
錫爾弗城（英語：Silver City）是位於美國喬治亞州道生縣的一個非建制地區。該地的面積和人口皆未知。

## 地理
錫爾弗城的座標為34°20′03″N 84°06′58″W / 34.33417°N 84.11611°W，而該地的平均海拔高度為378米（即1240英尺）。